# Mustafabad (Haryana)
Mustafabad è una suddivisione dell'India, classificata come census town, di 8.513 abitanti, situata nel distretto di Yamuna Nagar, nello stato federato dell'Haryana. In base al numero di abitanti la città rientra nella classe V (da 5.000 a 9.999 persone).

## Geografia fisica
La città è situata a 30° 11' 60 N e 77° 9' 0 E e ha un'altitudine di 255 m s.l.m..

## Società

### Evoluzione demografica
Al censimento del 2001 la popolazione di Mustafabad assommava a 8.513 persone, delle quali 4.491 maschi e 4.022 femmine. I bambini di età inferiore o uguale ai sei anni assommavano a 1.061, dei quali 591 maschi e 470 femmine. Infine, coloro che erano in grado di saper almeno leggere e scrivere erano 6.165, dei quali 3.438 maschi e 2.727 femmine.